# Juana del Pino
Juana del Pino, född 1786, död 1841, var Argentinas första dam 1826-1827 som gift med Argentinas första president, Bernardino Rivadavia. 
Hon var dotter till Argentinas vicekung Joaquín del Pino och Rafaela de Vera Mujica y López Pintado, och gifte sig 1809 med Bernardino Rivadavia. 